# Hồng Ca
Hồng Ca là một xã thuộc huyện Trấn Yên, tỉnh Yên Bái, Việt Nam.

## Địa lý
Xã Hồng Ca cách trung tâm huyện Trấn Yên 30 km về phía tây nam, có vị trí địa lý:
- Phía bắc giáp xã Kiên Thành
- Phía nam và tây giáp huyện Văn Chấn
- Phía đông giáp xã Hưng Khánh và xã Hưng Thịnh.

Xã Hồng Ca có diện tích 93,25 km², dân số năm 2019 là 5.965 người, mật độ dân số đạt 64 người/km².

### Điều kiện tự nhiên
Địa hình: Xã tương đối phức tạp, mật độ đồi núi dày đặc, xen kẽ là đất trồng lúa và trồng màu.
Khí hậu: Xã Hồng Ca nằm trong vùng khí hậu nhiệt đới gió mùa, với một số yếu tố như sau:
- Nhiệt độ trung bình: 22,9 °C
- Nhiệt độ cao nhất: 38,9 °C
- Nhiệt độ thấp nhất: 3,3 °C
- Độ ẩm trung bình: 87%
- Lượng mưa trung bình: 2.135 mm.
- Mưa tập trung vào tháng 5 đến tháng 9.
- Lượng mưa trong các tháng này chiếm tới 70% lượng mưa trong cả năm. Đầu năm thường mưa nhỏ kéo dài tiết trời âm u.
- Lượng bốc hơi trung bình 630 mm/m²
- Mùa đông gió thịnh hành theo hướng Bắc - Đông Bắc.
- Mùa hè gió thịnh hành theo hướng Đông - Đông Nam.
- Sương mù xuất hiện từ tháng 11 đến tháng 1 năm sau.

Thủy văn: Xã Hồng Ca là xã vùng sâu vùng xa nhiều đồi núi và hệ thống các khe suối dày đặc, chủ yếu là các khe suối nhỏ. Các khe suối như: Ngòi Lâu, suối lạnh, suối mường hồng, suối bậu,...

## Hành chính
Xã Hồng Ca được chia thành 13 thôn: Khe Ron, Bản Cọ, Khuôn Bổ, Hồng Lâu, Hồng Hải, Khe Tiến, Bản Khun, Trung Nam, Đồng Đình, Chi Vụ, Nam Hồng, Bản Chiềng, Cà Lộc, Nam Thái.